# Бєлгород-Сумська залізниця
Бєлгород-Сумська залізниця (також Білгород-Сумська) — одна із залізниць в Українських губерніях Російської імперії, яка була побудована за кошти приватного капіталу у 1901 році, що сполучила Бєлгород (тоді ще Курської губернії) із станцією Баси (нині — у Зарічному районі міста Суми) по Харківско-Миколаївській залізниці (лінія Харків — Ворожба) завдовжки 139 верст (130 км).

## Історія
Залізниця була збудована у 1901 році та належала акціонерному товариству, якому була надана концесія на 85 років (до 1986 року), з правом викупу цієї залізниці до казни у 1923 році. Спорудження цієї гілки обійшлося у 6 876 200 карбованців (або 49 469 карбованців за 1 версту). Ця сума була покрита випуском негарантованих урядом акцій на 2 100 000 карбованців та облігаційною позикою у 4 776 200 карбованців.
Залізниця була одноколійною. Загальна довжина колій (з службовими, станційними та роз'їзними шляхами) складала 162 версти (152 км). Збудовано 9 залізничних станцій, в тому числі Баси, спільна з Харківсько-Миколаївською залізницею.
У 1903 році на лінії була введена в експлуатацію станція Готня, яка з 1911 року набула статусу вузлової.